# Alstone (Somerset)
Alstone – przysiółek w Anglii, w Somerset, w dystrykcie (unitary authority) Somerset, w civil parish West Huntspill. Leży 9,1 km od miasta Bridgwater, 23,4 km od miasta Taunton i 204,7 km od Londynu. Alstone jest wspomniana w Domesday Book (1086) jako Alsistune/Alesistuna.